# Абу-ль-Хузайл аль-Аллаф
Абу-ль-Хузайл Мухаммад ибн аль-Хузайл аль-Аллаф (араб. أبو الهذيل العلاف‎;  752, Басра —  840, Самарра) — крупнейший представитель басрийской школы мутазилитов (хузайлитов), полемист. Заложил основы мутазилитской философии.

## Биография
Абу-ль-Хузайл аль-Аллаф родился в Басре в 749 или 753 году. С 818 г. жил в Багдаде. Его учителем был Усман ибн Халид ат-Тавиль — известный мутазилитский проповедник. Среди его учеников были Абу Якуб аш-Шаххам (ум. в 880 г.), Абу Усман аль-Адами и халиф аль-Мамун, в правление которого ряд положений мутазилитов был включён в систему государственного вероисповедания. Был близок аббасидским халифам, особенно аль-Мамуну (правил в 813—833), включившего в поддерживаемую государством доктрину ряд теологических положений мутазилизма.
Умер в 841 или 849 году в Самарре.

## Богословие
Абу-ль-Хузайл аль-Аллаф является автором от 50 до 60 сочинений, ни одно из которых не сохранилось. Его труды имели преимущественно полемический характер и были направлены как против других религий, так и против различных исламских течений (мушаббихитов-антропоморфистов, джабаритов-фаталистов, хашавитов-буквалистов, мурджиитов и др.). Взгляды Абуль-Хузайла подвергались критике не только со стороны суннитских богословов, но и мутазилитами других школ (Джафар ибн Харб, ан-Наззам и других). Он много дискутировал с зороастрийцами, манихеями, дуалистами (Салих ибн Абдул-Куддус), шиитами (Хишам ибн аль-Хакам).
Оппоненты Абу-ль-Хузайла аль-Аллафа считали его доктрину о божественных атрибутах соответствующей учению натурфилософов античности. По мнению аш-Шахрастани, божественные атрибуты в понимании Абуль-Хузайла суть то же, что ипостаси у христиан. Он ввёл в мутазилитское богословие понятия акциденции тел и атома (джаухар).
Мутазилитская традиция приписывает аль-Аллаф разработку общих для всех мутазилитов «пяти принципов», которые служат критерием их идентификации:
1. «единство» Бога;
2. божественная «справедливость»;
3. обязанность для Бога осуществлять Свои «обещание и угрозу»;
4. квалификация мусульманина, совершившего тяжкий грех;
5. «повеление добра и запрещение зла»[3].

Вероятно, аль-Аллаф был первым мутазилитом, отстаивавшим утверждение о существовании предела делимости тел, то есть о существовании атома (финитизм). Считал, что минимальное тело состоит из шести атомов, два из которых образуют «длину», два — «ширину», а два — «высоту». Вслед за Джахмом ибн Сафваном он полагал конечность мира в будущем, а с ним Рая и Ада. По некоторым данным, аль-Аллаф придерживался прошиитской ориентации.